# Dürrbach (Main, Wurtzbourg)
Le Dürrbach est un ruisseau, affluent du Main, dans l'arrondissement de Wurtzbourg.
Plus en aval, le Main a un autre affluent beaucoup plus petit du nom de Dürrbach, à Freudenberg (Bade-Wurtemberg).

## Géographie
Le ruisseau s'appelle Riedbach sur le cours supérieur et s'élève à l'ouest de la Bundesautobahn 7 et à environ 1,6 km au nord-est du centre-ville de Gramschatz à l'angle nord-ouest de la forêt de Lindig à environ 313 m d'altitude. Il coule d'abord ouest-sud-ouest dans un creux peu profond entre les champs vers Gramschatz et passe le village sur son bord nord-ouest, devenant entre les croisements routiers d'Arnstadter Straße (St 2294) et Retzstadter Straße (WÜ 8), qui quittent le village, dans un grand bassin d'extinction d'environ 1 ha endigué. Après le bassin, il s'appelle Dürrbach et enfin à partir de Gramschatz, il absorbe le Hammelbach, court et inconstant.
En dessous de Gramschatz et de sa station d'épuration, le Brämigsgraben, un court affluent, s'écoule du nord depuis le long canal de vallée, la majeure partie coule déjà dans la grande forêt de Gramschatz, que le Dürrbach, entre-temps quelque peu approfondi et avec de petites virages de vallée, traverse ; la, le Wiesenaue Ochsengraben devient son affluent sud-sud-ouest. Vers la fin de la zone forestière, la vallée sèche de la Retzstadter Grund coule du nord à près de 260 m d'altitude, après quoi le ruisseau atteint Güntersleben à travers un paysage ouvert. À la sortie du village, deux autres vallées sèches, courtes cette fois, s'écoulent par la droite, après quoi le ruisseau coule vers le sud-sud-est devant la station d'épuration, ce qui lui donne de l'eau supplémentaire. En attendant, la vallée profondément creusée montre des méandres de plus en plus forts.
À environ un kilomètre à l'est de Gadheim, qui se trouve sur le bord droit, après environ les deux tiers de son cours, il reçoit par la gauche et le nord-est l'Augraben, qui est également instable, dont le chenal de vallée, long de près de douze kilomètres, débute un peu au sud-est du village dans la forêt de Gramschatz qui lui donne son nom et traverse une forêt fermée jusqu'au fond de sa partie médiane de vallée. Après cet affluent, le Dürrbach passe de l'arrondissement de Wurtzbourg à la zone urbaine de Wurtzbourg et, sur un cours sud à grande échelle, pénètre dans une petite zone forestière devant le village d'Oberdürrbach, à travers laquelle le ruisseau coule après la forêt. De part et d'autre de la résidence de Hirschlein, qui se trouve sur un éperon droit, deux courtes vallées s'écoulent de l'ouest.
Dans l'Unterdürrbach presque immédiatement adjacent, il disparaît dans une noue et ne réapparaît que près de 1,5 km plus tard, après que la vallée tourne ouest-sud-ouest au centre du village. Entre le Pfaffenberg à droite et la crête du Steinberg à gauche, il tourne enfin vers le sud dans le quartier de Dürrbachaue, passe sous la Bundesstraße 27 qui coule dans la vallée fluviale et la ligne de Wurtzbourg  à Aschaffenbourg, puis débouche près du bassin de le nouveau port de Wurtzbourg à environ  166 m d'altitude à la droite dans le Main.

## Écologie
Le bassin versant du Dürrbach appartient au triangle principal du Main, à très faible pluviométrie, le fond du ruisseau s'étend de Gramschatz jusqu'à Unterdürrbach dans le calcaire coquillier supérieur à tendance karstique. Pour ces deux raisons, il avait autrefois un débit d'eau très faible par rapport au bassin versant, ce qui a probablement aussi motivé son nom. Cependant, comme le ruisseau, généralement discret, avait parfois des niveaux d'eau étonnamment élevés que les gens voulaient évacuer rapidement, il était fortement réglementé, en particulier au XXe siècle. Sur de longues sections, il présente maintenant le caractère d'un fossé de drainage rectiligne, est construit, coule dans des canaux en béton ou est même enfoui sous terre, à l'exception de la section très naturelle et presque inhabitée de la forêt de Gramschatz.
L'approvisionnement en eau a considérablement diminué dans la deuxième moitié du XXe siècle. Alors qu'il y avait un débit presque constant à Oberdürrbach dans les années 1970 et 1980, il y a surtout été sec récemment (à partir de 2021). Entre-temps, des concepts furent élaborés pour renaturer des sections du cours d'eau, notamment en amont.